# John of Climping
John of Climping (auch John of Arundel, John Bishop oder John Clipping) (* vor 1200; † um 18. Mai 1262) war ein englischer Geistlicher. Ab 1253 war er Bischof von Chichester.

## Herkunft und Aufstieg zum Bischof
Die Herkunft von John of Climping ist unbekannt. Seinen Beinamen Climping erhielt er vermutlich nach dem Ort Climping, das etwa 16 km östlich von Chichester liegt. In Climping war er spätestens ab April 1222 Rektor. Als Rektor soll er außer den Kirchturm den Bau der Kirche von Clymping finanziert haben. Wenn diese Behauptung stimmt, muss er bereits als junger Mann wohlhabend gewesen sein.

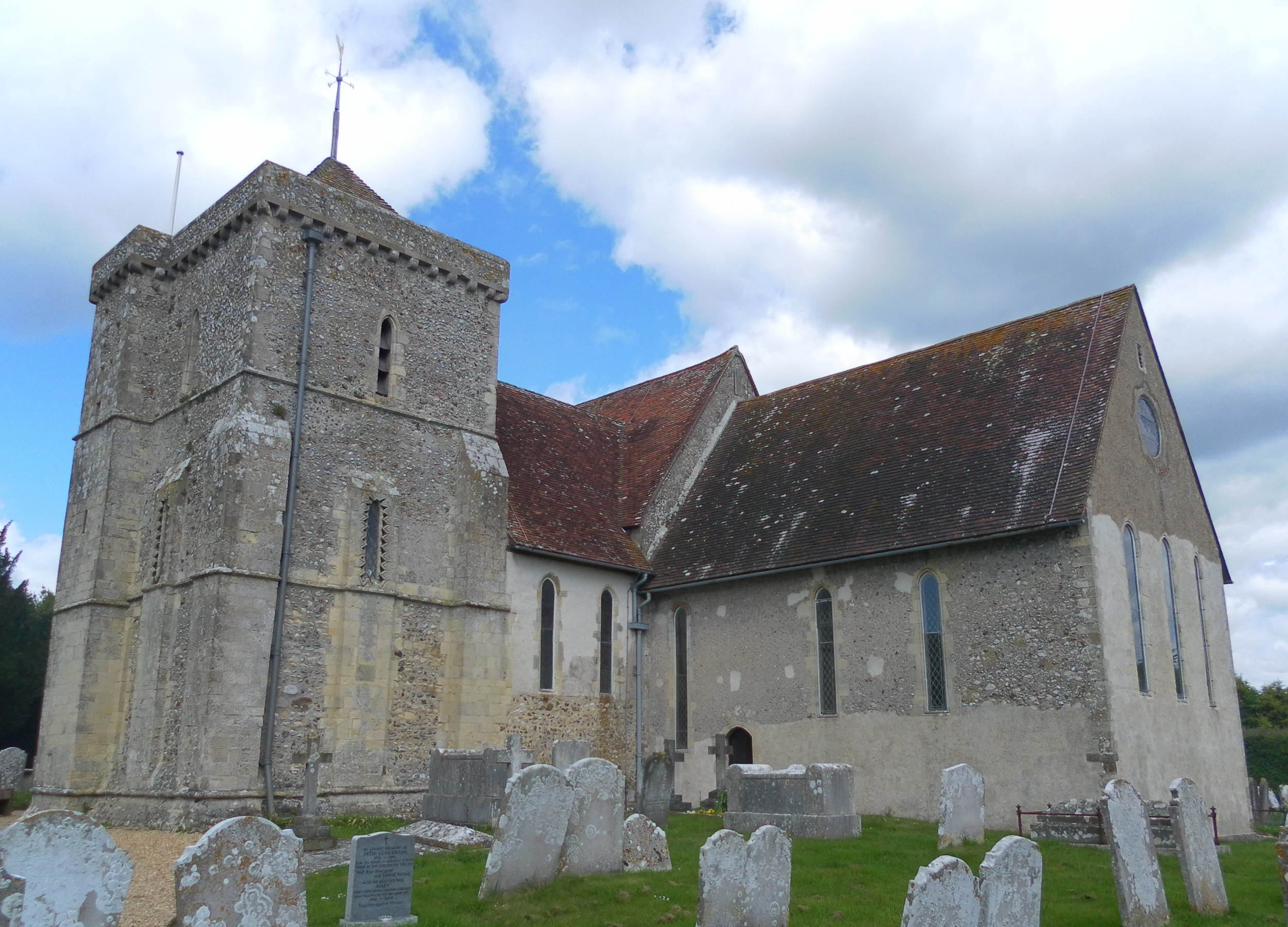
St Mary’s Church in Climping, wo John of Climping Rektor war. Er soll den Bau der Kirche finanziert haben.

Da Climping als Master bezeichnet wurde, hat er wahrscheinlich studiert, möglicherweise an der Universität Oxford. 1219 wird er erstmals als Master John of Arundel bei der Weihe von Bischof Ranulf of Wareham erwähnt. Im folgenden Jahr stand er im Dienst von Wareham. Als gebildeter Geistlicher stieg Climping vor November 1231 zum Kanoniker an der Kathedrale von Chichester und zum Offizial von Bischof Ralph de Neville auf. Vor Dezember 1242 wurde er Archidiakon von Chichester, und vor Juli 1247 ernannte ihn Bischof Richard Wyche zum Kanzler der Diözese Chichester. Nach dem Tod von Bischof Wyche wurde der erfahrene Climping im Mai 1253 zum neuen Bischof gewählt. König Heinrich III. erteilte bereits am 23. Mai seine Zustimmung zur Wahl Climpings, dem am 27. Mai die Temporalien übergeben wurden.

## Bischof von Chichester

### Politische Betätigung
Im Mai 1254 wurde Climping zu einem der drei Prälaten ernannt, die den Zehnten auf die geistlichen Besitzungen festlegen sollten, den Papst Innozenz IV. für den geplanten Kreuzzug des Königs bewilligt hatte. Climping war drei Jahre lang für die Erhebung der Steuer in den Diözesen Canterbury, Rochester, Chichester und Winchester verantwortlich. Dieses Amt, wofür ihm nach eigenen Angaben selbst 200 Mark Kosten pro Jahr entstanden, scheint er gewissenhaft ausgeübt zu haben. Ansonsten verhielt sich Climping politisch zurückhaltend. 1255 wurde er vom König an seinen Hof eingeladen, und am 30. September 1258 nahm er an der Weihe der neuen Kathedrale von Salisbury teil. Als es ab Frühjahr 1258 zu einem Konflikt zwischen dem König und einer Adelsopposition kam, spielte Climping dabei keine Rolle. Die Behauptung von Matthew Paris, dass Climping 1258 zusammen mit drei weiteren Bischöfen an einer Versammlung des Königs und seiner Magnaten in Oxford teilgenommen hätte, wird von keiner anderen Quelle unterstützt.

### Wirken als Bischof
Stattdessen erwies sich Climping als gewissenhafter Verwalter, der offensichtlich für das Wohlergehen seiner Diözese arbeitete. Die meisten seiner Urkunden wurden von Mitgliedern des Kathedralkapitels bezeugt, was auf eine enge Zusammenarbeit hinweist. Zusammen mit dem Kathedralkapitel förderte er auch die Kanonisation seines Vorgängers Richard Wyche, die auch vom König und vom Adel unterstützt wurde. Climping erlebte noch, dass Wyche nur neun Jahre nach seinem Tod Anfang 1262 heiliggesprochen wurde. Dazu kümmerte sich Climping regelmäßig darum, dass die Pfarrstellen seiner Diözese besetzt und die Inhaber ausreichend versorgt wurden. Das von seinem Vorgänger gegründete Hospital of St Edmund in Wyndham bei Shermanbury stattete er so mit weiteren Besitzungen aus, dass er als Mitgründer der Einrichtung für alte Priester gilt. Daneben erwarb Climping zugunsten seiner Diözese, aber auch für Klöster noch umfangreiche weitere Ländereien. Die wichtigste Erwerbung war dabei das Gut von Drungewick bei Loxwood, das von seinen Nachfolgern zu einer wichtigen Bischofsresidenz erweitert wurde. Mit Battle Abbey, mit deren Äbten mehrere seiner Vorgänger heftige Auseinandersetzungen hatten, schloss er 1255 eine Vereinbarung, die das Recht der Visitation und die juristische Hoheit der Bischöfe von Chichester regelte. Nach seinem Tod 1262 wurde er vor dem Hochaltar der Kathedrale von Chichester beigesetzt. Zu seinen Testamentsvollstreckern gehörte Simon of Climping, der Archidiakon von Lewes und vielleicht mit ihm verwandt war. Auch Thomas de Climping, der vor 1248 Rektor von Poling geworden war, war vielleicht mit ihm verwandt und wurde von Bischof Climping gefördert.